# Mapa de la pobreza
El mapa de la pobreza es un mapa que proporciona una descripción detallada de la distribución espacial de la pobreza y la desigualdad dentro de un país. Combina los datos de las personas y los hogares (micro) y la población (macro) de datos del censo, con el objetivo de estimar los indicadores de bienestar para el área geográfica específica de un pueblo o aldea. Este mapa se puede elaborar para los distintos niveles de un país: regional, local y nacional.

## Datos y metodología
Los recientes avances en los sistemas de información geográfica (SIG), bases de datos y software de ingeniería asistida por ordenador hacen que el mapa de la pobreza sea posible, donde los datos pueden presentarse en forma de mapas e interfaces superpuestas para comparaciones. También se aplican análisis espaciales y evaluaciones comparativas para evaluar las relaciones entre los dos conjuntos de datos a nivel micro y macro en función de su ubicación geográfica. A través de los resultados obtenidos se pueden elaborar programas para mitigar la pobreza y otros factores asociados.